# Sean Bean
Shaun Mark Bean, mai cunoscut sub pseudonimul Sean Bean, (n. 17 aprilie 1959, Sheffield⁠(d), Anglia, Regatul Unit) este un actor englez. După ce a absolvit Royal Academy of Dramatic Art, el și-a făcut debutul profesional în producția de teatru Romeo și Julieta în 1983. Păstrându-și accentul de Yorkshire, a găsit succesul interpretându-l pe Richard Sharpe în seria ITV Sharpe. Bean a fost privit cu multă apreciere pentru performanța sa interpretându-l pe Ned Stark în seria HBO epico-fantastică Game of Thrones (2011), precum și rolurile din seria BBC antologia Accused și seria ITV istoric-drama Henry VIII. Cel mai proeminent rol al său a fost al lui Boromir din trilogia The Lord of the Rings (2001-2003). 
Alte filme cu roluri reprezentative de-ale sale sunt Patriot Games (1992), GoldenEye (1995), Ronin (1998), The Lord of the Rings trilogy (2001–2003), Equilibrium (2002), National Treasure (2004), Odysseus in Troy (2004), North Country (2005), The Island (2005), Silent Hill (2006), Black Death (2010), Jupiter Ascending (2015) and The Martian (2015).  Ca actor de voce, Bean a dublat, printre altele, jocul video The Elder Scrolls IV: Oblivion și drama The Canterbury Tales.
Acesta a primit multe premii în timpul carierei sale și a câștigat Premiul Emmy pentru cel mai bun actor. El a fost nominalizat și pentru premiul BAFTA și Saturn Awards.

## Filmografie
- Punters (1984) - Lurch
- Winter Flight (1984) - Hooker
- Exploits at west Poley (1985) - scarred man
- Caravaggio (1986) - Ranuccio
- Stormy Monday (1988) - Brendan
- Troubles (1988) - Captain Bolton
- How to Get Ahead in Advertising (1989) - Larry Frisk
- The Fifteen streets (1989) - Dominic O'Brien
- War Requiem (1989) - german soldier
- Windprints (1990) - Anton
- The Field (1990) - Tadgh McCabe
- Lorna Doone (1990) - Carver Doone
- Weeded (1990) - Man
- Patriot Games (1992) - Sean Miller
- Fool's Gold: The Story of the Brink's-Mat Robbery (1992) - Micky McAvoy
- Sharpe's Rifles (1993) - Sergeant Richard Sharpe
- Sharpe's Eagle (1993) - Sergeant Richard Sharpe
- Jacob (1994) - Esau
- Shopping (1994) - Venning
- Sharpe's Company (1994) - Captain Richard Sharpe
- Sharpe's Enemy (1994) - Major Richard Sharpe
- Sharpe's Honor (1994) - Major Richard Sharpe
- Black Beauty (1994) - Farmer Grey
- Scartett (1994)- Lord Richard Fenton
- Sharpe's Gold (1995) - Major Richard Sharpe
- Sharpe's Battle (1995) - Major Richard Sharpe
- Sharpe's Sword (1995) - Major Richard Sharpe
- GoldenEye (1995) - Alec Trevelyan / Janus
- When Saturday Comes (1996) - Jimmy Muir
- Sharpe's Regiment (1996) - Major Richard Sharpe
- Sharpe's Siege (1996) - Major Richard Sharpe
- Sharpe's Mission (1996) - Major Richard Sharpe
- Decisive Weapons (1996) - Narrator
- Anna Karenina (1997) - Contele Vronski
- Sharpe's Revenge (1997) - Major Richard Sharpe
- Sharpe's Justice (1997) - Major Richard Sharpe
- Sharpe's Waterloo (1997) - Lieutenant Colonel Richard Sharpe
- Ronin (1998) - Spence
- Air Born (1998) - Dave Toombs
- Bravo Two Zero (1998) - Andy Mcnab
- Essex Boys (2000) - Jason Locke
- The Lord of the Rings: The Fellowship of the Ring (2001) - Boromir
- Don't say a Word (2001) - Patrick Koster
- The Lord of the Rings: The Two Towers (2002) - Boromir
- Equilibrium (2002) - Errol Partridge
- Tom and Tomas (2002) - Paul Sheperd
- The Lord of the Rings: The Return of the King (2003) - Boromir
- The Big Empty (2003) - Cowboy
- Henry VIII (2003) - Robert Aske
- Pride (2003) - Pride
- National Treasure (2004) - Ian Howe
- Troy (2004) - Odysseus
- North Country (2005) - Kyle
- Flightplan (2005) - Captain Marcus Rich
- The Island (2005) - Dr. Merrick
- The Dark (2006) - James
- Silent Hill (2006) - Chris Da Silva
- Sharpe's Challenge (2006) - Lieutenant Colonel (retired) Richard Sharpe
- The Hitcher (2007) - John Ryder
- Outlaw (2007) - Danny Bryant
- Far North (2007) - Loki
- Sharpe's Peril (2008) -  Lieutenant Colonel (retired) Richard Sharpe
- Black Death (2010) - Ulric
- Percy Jackson & the Olympians: The Lightning Thief (2010) - Zeus
- Ca$h (Cash) (2010) - Pyke Kubic and Reese Kubic
- the Lost Future (2010) - Amal
- Death Race 2 (2011) - Marcus Kane
- Age of Heroes (2011) - Jones
- Cleanskin (2012) - Ewan
- Soldiers Fortune (2012) - Dimidov
- Mirror, Mirror (2012) - The King
- Silent Hill: Revelation 3D (2012) - Chris Da Silva/ Harry Mason
- The Fourth Riech (2014) - Sergeant Major Gordon
- Jupiter Ascending (2014) - Stinger
- Enemy of Man (2014) - Mcbeth
- Wicked Blood (2014) - Uncle Frank Stinson
- Marțianul (2015)